# رون ويلسون (طبال)
رون ويلسون (بالإنجليزية: Ron Wilson)‏ هو طبال أمريكي، ولد في 26 يونيو 1944 في لوس أنجلوس في الولايات المتحدة، وتوفي في 7 مايو 1989 في مقاطعة بلاسر في الولايات المتحدة.

## وصلات خارجية
- رونالد ويلسون على موقع IMDb (الإنجليزية)
- رونالد ويلسون على موقع ميوزك برينز (الإنجليزية)
- رونالد ويلسون على موقع أول ميوزيك (الإنجليزية)
- رونالد ويلسون على موقع ديسكوغز (الإنجليزية)